# Charles Dibdin

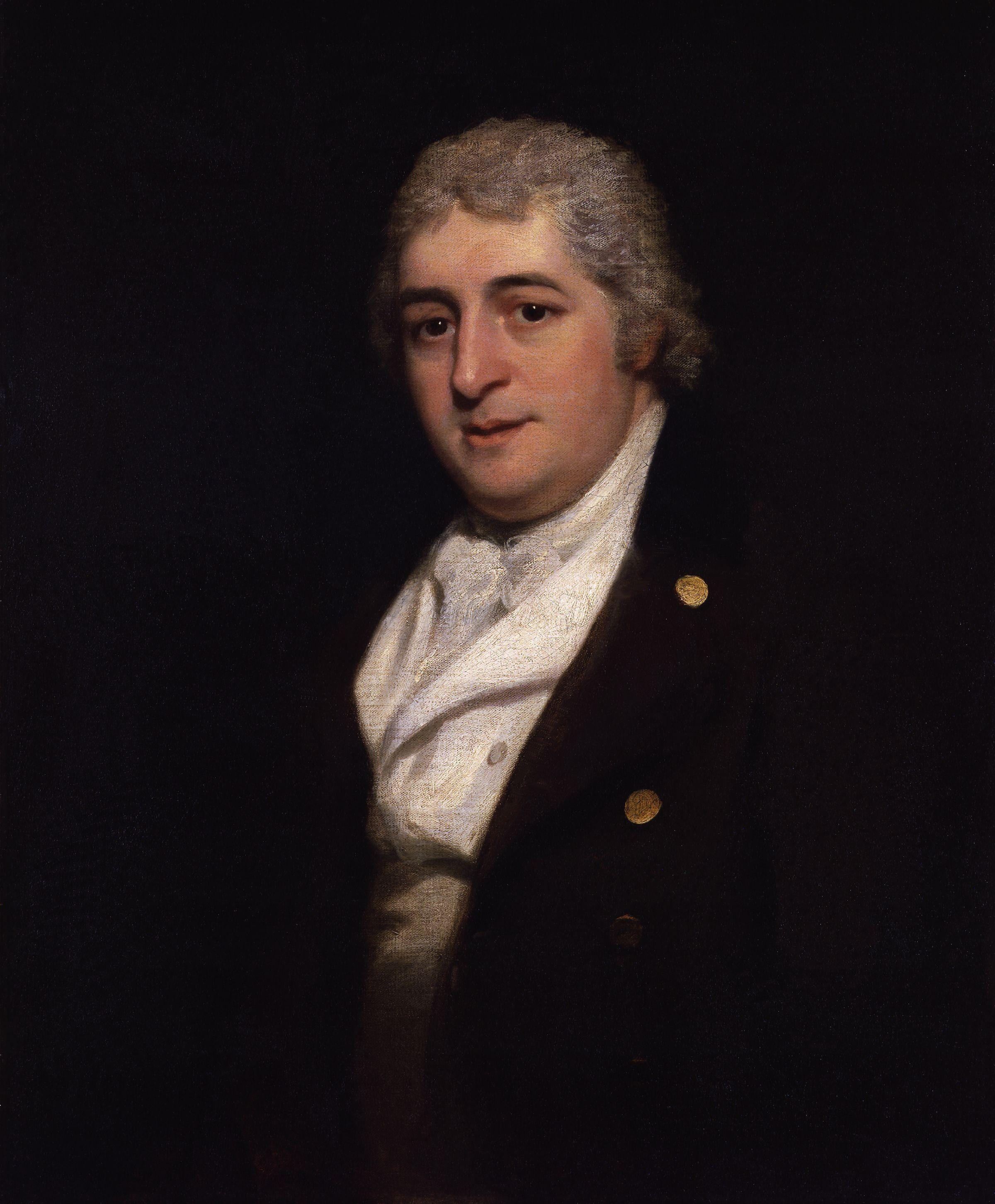
Charles Dibdin, porträtterad av Thomas Phillips 1799.

Charles Dibdin, född 4 mars 1745, död 25 juli 1814, var en brittisk visdiktare, tonsättare och musikskriftställare. Han var farbror till Thomas Frognall Dibdin.
Dibdin var ursprungligen operasångare vid Covent Garden och Drury Lane Theatre, senare ägare av teatern vid Leicester Square och innehavare av en musikskola. Dibdin har komponerat ett stort antal light operas, vilkas texter han i flera fall själv skrivit. Dibdin författade dessutom några solosångscener (table entertainments) och en elementarlärobok i musik samt A complete history of the English stage (5 band, 1795). Ett urval av hans sånger har utgivits av G. Hogarth.